# آلگ میتایف
آلگ میتایف (روسی: Олег Юрьевич Митяев؛ زادهٔ ۱۹۷۴ – ۱۵ مارس ۲۰۲۲) فرمانده ارتش ۲۰ ترکیبی گارد بود که به گفته مقامات اوکراینی در محاصره ماریوپل طی حمله ۲۰۲۲ روسیه به اوکراین احتمالاً توسط گردان آزوف کشته شده‌است. منابع غربی اعتقاد دارند که روسیه ۲۰ سرلشکر در تهاجم به اوکراین به کار گرفته که اوکراینی‌ها ادعا دارند با احتساب میتایف چهار نفر از آن‌ها را کشته‌اند.